# SV Algermissen 11
SV Algermissen 11 is een Duitse voetbalclub uit Algermissen, Nedersaksen. De club was vooral succesvol in de jaren dertig toen de club actief was op het hoogste niveau.

## Geschiedenis
De club werd op 5 mei 1911 opgericht als FC Britannia Algermissen. Tijdens de Eerste Wereldoorlog werden de activiteiten gestaakt en toen de club heropgericht werd op 26 december 1918 werd de naam SV Algermissen 1911 aangenomen. Alle Duitse clubs met de naam Britannia wijzigden hun naam om Groot-Brittannië de tegenstander was in de oorlog.
In 1932 promoveerde de club naar de competitie van Zuid-Hannover-Braunschweig, de toenmalige hoogste klasse en werd meteen vicekampioen achter Arminia Hannover. Hierdoor plaatste de club zich voor de Noord-Duitse eindronde en werd tweede in zijn groep achter Hamburger SV. Na dit seizoen werd de Duitse competitie grondig geherstructureerd door de Nationaalsocialistische Duitse Arbeiderspartij. De vele regionale competities ruimden de baan voor 16 Gauliga's. Door de tweede plaats in het voorgaande seizoen was de club geplaatst voor de Gauliga Niedersachsen en werd in het eerste seizoen derde. In het team van Algermissen speelden twee keer vier broers, een unicum in Duitsland. De club bleef in de middenmoot spelen tot een degradatie volgde in 1938/39. Hierna slaagde de club er niet meer in terug te keren naar de elite.
Na de Tweede Wereldoorlog fusioneerde de club met TV Eintracht Algermissen en Jahnbund Algermissen tot TSV Algermissen. Op 13 mei 1961 werd de huidige naam aangenomen. In 1990 splitste FC Algermissen zich van de club af.